# Thelma Ritter
Thelma Ritter (New York, 14 februari 1902 - aldaar, 5 februari 1969) was een Amerikaans actrice, vooral te zien in bijrollen.

## Biografie

### Carrière
Ritter begon haar carrière in het theater en was zo nu en dan te horen op radioshows. Toch werd ze niet opgemerkt. Haar filmcarrière begon in 1947, op 45-jarige leeftijd. In haar eerste paar filmrollen had ze rollen die niet veel groter waren dan die van een figurant.
Ze speelde in 1949 in een film van Joseph L. Mankiewicz. Hij zag wel meer in haar en bood haar een rol aan in All About Eve. Hiervoor kreeg ze een Oscarnominatie en een redelijke sterrenstatus, waardoor ze behoorlijk veel filmscripts aangeboden kreeg.
Hoewel ze druk bezig was met films, was ze ook veel op televisie te zien. Ze had gastoptredens in onder andere Alfred Hitchcock Presents, General Electric Theater en The United States Steel Hour.
In Ritters totale carrière werd ze zes keer genomineerd voor een Academy Award. Toch won ze nooit. Ze was vooral te zien in komische films en hoewel ze altijd een bijrol had, stond de film meestal bekend om haar oneliners.

### Dood
Vlak na een optreden in The Jerry Lewis Show kreeg ze een hartaanval die haar uiteindelijk fataal werd. Ze stierf negen dagen voor haar 67e verjaardag.

## Filmografie
- 1968:What's So Bad About Feeling Good?
- 1967:The Incident
- 1965:Boeing (707) Boeing (707)
- 1963:Move Over, Darling
- 1963:A New Kind of Love
- 1963:For Love or Money
- 1962:How the West Was Won
- 1962:Birdman of Alcatraz
- 1961:The Second Time Around
- 1961:The Misfits
- 1959:Pillow Talk
- 1959:A Hole in the Head
- 1956:The Proud and Profane
- 1955:Lucy Gallant
- 1955:Daddy Long Legs
- 1954:Rear Window
- 1953:Pickup on South Street
- 1953:Titanic
- 1953:The Farmer Takes a Wife
- 1952:With a Song in My Heart
- 1951:The Model and the Marriage Broker
- 1951:As Young as You Feel
- 1951:The Mating Season
- 1950:All About Eve
- 1950:I'll Get By
- 1950:Perfect Strangers
- 1949:Father Was a Fullback
- 1949:City Across the River
- 1949:A Letter to Three Wives
- 1947:Miracle on 34th Street

- Bibsys: 2127861
- Biblioteca Nacional de España: XX1262372
- Bibliothèque nationale de France: cb139659780 (data)
- Gemeinsame Normdatei: 129250139
- International Standard Name Identifier: 0000 0001 1571 8240
- Library of Congress Control Number: no97023390
- MusicBrainz: c93b3ede-5dba-4b8b-8d9d-12e850b19f85
- Nationale Bibliotheek van Tsjechië: xx0180063
- Nationale Bibliotheek van Israël: 987007429948605171
- SNAC: w65726nj
- Système universitaire de documentation: 081539886
- Virtual International Authority File: 59276310
- WorldCat: E39PBJgMFBWkVtcqKJ6YwCvGpP